# Si tú no estás
Si tú no estás es un disco editado por el grupo chileno Los Jaivas en 1989 como tributo a su baterista Gabriel Parra, quien había fallecido en un accidente en 1988. En este álbum, la banda explora facetas musicales desconocidas hasta ese entonces, como aproximaciones al new wave europeo, al pop con sintetizadores y a la balada romántica, alejándose temporalmente del rock progresivo que había caracterizado sus producciones anteriores.
Se le califica, por lo mismo, como el álbum "más íntimo" de la banda.

## Historia
Después de multitudinarios recitales en Chile, como final de su Gira 1988, incluyendo un apoteósico y accidentado concierto en el Estadio Santa Laura de Santiago de Chile, Los Jaivas se toman unos días de descanso, mientras el baterista, Gabriel Parra, viaja al Perú, con el objeto de concretar una gira a las ruinas de Sacsayhuamán. Sin embargo, el 15 de abril de 1988, estos planes se ven truncados cuando el vehículo del músico vuelca en un sitio conocido como la curva del diablo, a 380 kilómetros de Lima, en donde perdió la vida. Sus funerales se efectúan una semana después, en la ciudad de Viña del Mar, con una asistencia superior a las 100.000 personas. 
Golpeados aún por la muerte de su hermano, amigo y compañero de banda, el resto del grupo decide terminar un álbum que estaba inconcluso desde 1986. Con la ayuda de Pájaro Canzani y Mario Mutis, además de Marcelo Muñoz, sobrino de Gato Alquinta en la batería, se trabaja sobre las maquetas de los temas "Aguamarina" y "El Dormilón Imposible", y se graban otros seis temas, con lo cual queda terminado el disco Si Tú No Estás.

## Contenido
En este álbum, uno de los más desconocidos y crípticos de la banda, se desarrollan influencias que no habían sido asimiladas en los discos anteriores. Es así como se adaptan característicos sonidos de sintetizadores y teclados para formar las bases de las canciones, además de las baterías electrónicas características de la década de 1980. Los temas tratados en las canciones van desde el amor de pareja ("Aguamarina", "Niña Serrana", "Como Tus Ríos Te Recorren", "Solitarios de un Beso"), pasando por evocaciones oníricas ("Pájaro Errante"), humorismo ("El Dormilón Imposible") y los sentidos homenajes a la partida de Gabriel: "Si Tú No Estás" y "Rosas en el Jardín".
Aunque todos los temas están acreditados a la banda completa, la presencia de Gabriel Parra en este disco es patente: ya había grabado la batería para dos de los temas del disco, y, además, las melodías de "Pájaro Errante" y "Como Tus Ríos Te Recorren" habían sido escritas por él. El tecladista Eduardo Parra ha reconocido que las letras "Como Tus Ríos Te Recorren", "Rosas en el Jardín" y "Solitarios de un Beso" son obra suya; y, por otra parte, la letra de "Pájaro Errante" fue compuesta por Gato Alquinta.

## Datos

### Lista de canciones
Letra, música y arreglos de todos los temas: Los Jaivas; excepto donde se indica:
Lado A
1. "Aguamarina" – 4:00
2. "Si Tú No Estás" – 3:43
3. "Pájaro Errante" – 4:13
4. "Niña Serrana" – 4:15
  - Letra y música: Raúl y Juan Luis Pereira; Arreglos: Los Jaivas

Lado B
1. "Como Tus Ríos Te Recorren" – 5:00
  - Charango: Luis Núñez
2. "Rosas en el Jardín" – 4:00
3. "Solitarios de un Beso" – 4:23
4. "El Dormilón Imposible" – 2:39

### Músicos
Los Jaivas
- Gato Alquinta – Voz, Guitarra eléctrica, Guitarra acústica, Bajo en "Pájaro Errante", Silbido, Coros
- Mario Mutis – Bajo (excepto en "Aguamarina" y "Pájaro Errante"), Cencerro
- Gabriel Parra – Batería en "Aguamarina" y "El Dormilón Imposible"
- Claudio Parra – Sintetizador Yamaha DX7, Sampling Casio FZ-1
- Eduardo Parra – Sintetizador Yamaha DX7, claves
- Pájaro Canzani – Bajo y timbaletas en "Aguamarina"
- Marcelo Muñoz – Batería (excepto donde se indica)

Invitados
- Aurora Alquinta, Juanita Parra y Leonardo Droguett – Coros

### Personal
- Ingeniero de grabación: Dominique Strabach
- Asistentes de grabación: Jean Marc Delavallée, Jean Ives Legrand, Carlos "Rosko" Melo
- Carátula y logotipo de Los Jaivas: René Olivares
- Diseño gráfico: "Diálogo"
- Fotografías: Francesca Montovani, Íñigo Santiago, Jorge Ianiszewski, Archivo Los Jaivas

### Ediciones
- 1989: Edición original en casete CBS
- 1989: Existe una edición alternativa, con un orden ligeramente distinto en las canciones:
- Lado A
  1. "Si Tú No Estás"
  2. "Rosas en el Jardín"
  3. "Pájaro Errante"
  4. "Solitarios de un Beso"
- Lado B
  1. "El Dormilón Imposible"
  2. "Aguamarina"
  3. "Niña Serrana"
  4. "Como Tus Ríos Te Recorren"
- 1994: Remasterización digital para CD con el orden original de las canciones, realizada en los Estudios H y T de Santiago, a cargo del ingeniero Mariano Pavez

## Presentaciones
El disco fue presentado en vivo el 4 de noviembre de 1989, en el marco de un concierto denominado Los Caminos Que Se Abren II, con Marcelo Muñoz en batería, Pájaro Canzani en bajo y Luis Núñez a cargo del charango. Posteriormente se realiza una gira promocional con esta misma formación. Algunos temas, como "Aguamarina" y "Rosas en el Jardín" se han interpretado en giras posteriores.

## Compilaciones
Los temas "Si Tú No Estás" y "Pájaro Errante" aparecieron en la compilación de grandes éxitos de Los Jaivas, titulada Obras Cumbres (2002). El recopilatorio Canción de amor (2005) incluyó "Solitarios de un Beso", "Aguamarina", "Como Tus Ríos Te Recorren", "Si Tú No Estás" y "Niña Serrana", todos en formato remasterizado.